# Влашич, Бланка
Бла́нка Вла́шич (хорв. Blanka Vlašić, МФА (хорв.): [ˈblaːŋka ˈʋlaʃitɕ]; род. 8 ноября 1983, Сплит) — хорватская прыгунья в высоту, серебряный призёр Олимпиады-2008 в Пекине, 4-кратная чемпионка мира (дважды летом и дважды зимой), чемпионка Европы.
Личный рекорд — 2,08 м (31 августа 2009, Загреб). Это третий результат в истории женских прыжков в высоту на открытом воздухе, на 2 см уступающий мировому рекорду украинки Ярославы Магучих, установленному в 2024 году, и на 1 см результату Стефки Костадиновой, установленному в 1987 году. Лучший результат в помещении — 2,06 м (6 февраля 2010, Арнштадт).

## Биография

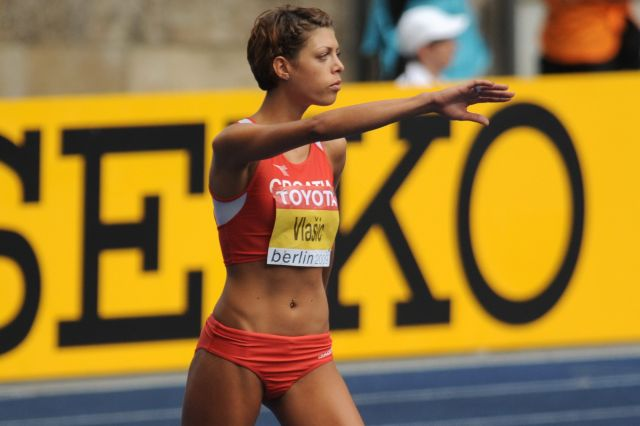
Бланка на чемпионате мира 2009 года в Берлине

### Спортивная карьера
Бланка Влашич родилась 8 ноября 1983 года в Сплите. Она пошла по стопам отца и занялась лёгкой атлетикой. Сначала она хотела стать спринтером, но из-за высокого роста и худощавого телосложения стала заниматься прыжками в высоту. В 16 лет она уже прыгала на 1 м 93 см, что позволило ей попасть на Олимпийские игры 2000 года в Сиднее. Но составить серьёзную конкуренцию взрослым спортсменкам на Олимпиаде Влашич не сумела, взяв в квалификации отметку 1,92 м, чего оказалось недостаточно для попадания в финал. Через три недели с результатом 1,91 м она выиграла золотую медаль на чемпионате мира по лёгкой атлетике среди юниоров, проходившем в чилийском городе Сантьяго.
В 2003 году в Загребе Бланка преодолела отметку в 2 метра. В том же году на чемпионате мира в помещении, проходившем в Бирмингеме, она заняла 4-е место. В 2004 году Влашич установила национальный рекорд — 2,03 м, который также стал повторением личного рекорда её отца, однако на Олимпийских играх 2004 года она выступила не так удачно, заняв с результатом 1,89 м лишь 11-е место.
В 2005 году Влашич испытывала проблемы со здоровьем: она постоянно чувствовала слабость и ей стало сложно поддерживать стабильный вес. Медицинское обследование выявило у неё синдром гипертиреоза. Бланка была прооперирована, из-за чего практически не выступала в спортивном сезоне 2005 года.
В начале 2006 года Влашич улучшила личный рекорд до отметки 2,05 м, а в 2007 году выиграла 18 из 19 соревнований, в которых участвовала. В Стокгольме она установила новый национальный рекорд — 2,07 м, после чего сделала три попытки повторить мировой рекорд — 2,09 м. На чемпионате мира в Осаке Влашич с результатом 2,05 м завоевала золотую медаль.
Серия Влашич из 34 выигранных подряд турниров прервалась на Олимпийских играх 2008 года в Пекине, где Бланка завоевала серебряную медаль, уступив по числу попыток бельгийке Тие Хеллебаут. Сезон завершился неудачей в Золотой лиге ИААФ, где после пяти побед Влашич проиграла в последнем туре немке Ариане Фридрих и потеряла шанс выиграть главный приз в один миллион долларов.
Бланка пропустила Олимпиаду 2012 года в Лондоне по медицинским показаниям. 25 февраля 2014 года победила на соревнованиях в Праге с результатом 2,00 м. На Олимпиаде в Рио-де-Жанейро взяла бронзовую медаль.

### Семья
Отец Бланки, Йошко Влашич, выступал на международном уровне в десятиборье и установил рекорд Хорватии в этом виде спорта, а мать, Венера, занималась баскетболом и лыжными гонками. У Бланки три родных младших брата: Марин (1986 г.р.), Лука (1992) и Никола (1997). Двое из них профессиональные спортсмены: Марин — гандболист, а Никола — футболист, в 2018-2021 годах выступавший за московский ЦСКА, с 2021 года играет за Вест Хэм Юнайтед.
Бланка была названа в честь марокканского города Касабланка, где её отец выиграл Средиземноморские игры в год рождения дочери.
Бланка — верующая христианка римско-католической церкви. Она приняла крещение в 2013 году по совету своего брата Марина, чтобы преодолеть депрессию. Бланка негативно относится к однополым бракам, выступив против их легализации на референдуме 2013 года.

## Соревнования
| Год  | Соревнование                           | Место проведения          | Результат |
| ---- | -------------------------------------- | ------------------------- | --------- |
| 2000 | Чемпионат мира среди юниоров           | Сантьяго, Чили            | 1.        |
| 2001 | Чемпионат мира                         | Эдмонтон, Канада          | 6.        |
| 2001 | Средиземноморские игры                 | Тунис, Тунис              | 1.        |
| 2002 | Чемпионат мира среди юниоров           | Кингстон, Ямайка          | 1.        |
| 2002 | Чемпионат Европы                       | Мюнхен, Германия          | 5.        |
| 2003 | Чемпионат мира в закрытых помещениях   | Бирмингем, Великобритания | 4.        |
| 2003 | Чемпионат мира                         | Париж, Франция            | 7.        |
| 2003 | Финал Кубка мира                       | Монако                    | 4.        |
| 2004 | Чемпионат мира в закрытых помещениях   | Будапешт, Венгрия         | 3.        |
| 2004 | Олимпийские игры                       | Афины, Греция             | 11.       |
| 2006 | Чемпионат мира в закрытых помещениях   | Москва, Россия            | 2.        |
| 2006 | Чемпионат Европы                       | Гётеборг, Швеция          | 4.        |
| 2006 | Финал кубка мира                       | Штутгарт, Германия        | 6.        |
| 2007 | Чемпионат Европы в закрытых помещениях | Бирмингем, Великобритания | 5.        |
| 2007 | Чемпионат мира                         | Осака, Япония             | 1.        |
| 2008 | Чемпионат мира в закрытых помещениях   | Валенсия, Испания         | 1.        |
| 2008 | Олимпийские игры                       | Пекин, Китай              | 2.        |
| 2009 | Чемпионат мира                         | Берлин, Германия          | 1.        |
| 2010 | Чемпионат мира в закрытых помещениях   | Доха, Катар               | 1.        |
| 2010 | Чемпионат Европы                       | Барселона, Испания        | 1.        |
| 2011 | Чемпионат мира                         | Тэгу, Южная Корея         | 2.        |

## Достижения
Золотая лига
- 2003:  Meeting Areva - 1,99 м
- 2006:  Bislett Games - 1,98 м
- 2006:  Golden Gala - 2,00 м
- 2007:  Meeting Areva - 2,02 м
- 2007:  Golden Gala - 2,02 м
- 2007:  Weltklasse Zürich - 2,04 м
- 2007:  Memorial Van Damme - 2,03 м
- 2007:  ISTAF - 2,00 м
- 2008:  ISTAF - 2,03 м
- 2008:  Bislett Games - 2,04 м
- 2008:  Golden Gala - 2,00 м
- 2008:  Meeting Areva - 2,01 м
- 2008:  Weltklasse Zürich - 2,01 м
- 2009:  Bislett Games - 2,00 м
- 2009:  Meeting Areva - 1,99 м
- 2009:  Weltklasse Zürich - 2,01 м
- 2009:  Memorial Van Damme - 2,00 м

Бриллиантовая лига
- 2010:  Qatar Athletic Super Grand Prix - 1,98м
- 2010:   Bislett Games - 2,01 м
- 2010:   Golden Gala - 2,03 м
- 2010:   Meeting Areva - 2,02 м
- 2010:  DN Galan - 2,02 м
- 2010:  Aviva London Grand Prix - 2,01 м
- 2010:  Memorial Van Damme - 2,00 м
- 2011:  Shanghai Golden Grand Prix - 1,94 м
- 2011:  Golden Gala - 1,95 м
- 2011:  British Grand Prix - 1,99 м
- 2011:  Herculis - 1,97 м
- 2013:  Adidas Grand Prix – 1,94 м

## Награды
- Лучший атлет мира по версии ИААФ в 2010 году.
- Лучший легкоатлет мира по версии журнала Track & Field News в 2010 году
- Лучший легкоатлет Европы в 2007 и 2010 годах.
- Лучшая спортсменка года в Хорватии (2004, 2007—2011)